# Alejandro Ciangherotti III
Alejandro Ciangherotti III (México, 11 de marzo de 1957), también conocido por el nombre alternativo de Alejandro Guce, es un actor mexicano, hijo del actor Alejandro Ciangherotti II y nieto del actor de la Época de Oro del Cine Mexicano Alejandro Ciangherotti. 

## Carrera
Alejandro Ciangherotti III, es más conocido como “Beto” del programa de televisión ¡Cachún cachún ra ra!, serie que se transmitió por el Canal 2 de Televisa durante los años de 1981 a 1987, bajo la producción de Luis de Llano Macedo.
Este programa fue tan relevante que en 1983 llegó al Teatro San Rafael y a los Televiteatros (hoy Centro Cultural Telmex). Después en 1985 llegó al Teatro de los Insurgentes la obra Vacachunes, pero con el Terremoto de México de 1985 se tuvo que suspender la puesta en escena.

## Filmografía

### Cine
- Gente común (2006)
- Pandilleros (1992)
- Compadres a la mexicana (1990), como Luis Miguel
- Papito querido (1989), como Lalito
- El muerto al hoyo y el vivo también (1989)
- Escápate conmigo (1988), como Augurio Aguado
- Día de madres (1988), como Ramón
- Un paso al más acá (1988)
- Cacería de traficantes (1987)
- La ley del barrio (1987)
- La tierra prometida (1986)
- ¡¡Cachún cachún ra-ra!! (Una loca, loca, preparatoria) (1984), como Alberto Vasconcelos "Beto".

### Video Home
- Luna de miel automática (2002)
- Parejas disparejas (2002)

### Televisión
- Como dice el dicho (2017)
- La rosa de Guadalupe (2017)
- Mujer, casos de la vida real  (2002-2004), capítulos: “El rescate” (2004) y “Tres testigos” (2002)
- Mi pequeña traviesa (1997-1998), como Dr. Raúl
- Juntos pero no revueltos (1993)
- Clarisa (1993)
- Papá soltero (1987-1994) (acreditado como Alejandro Guce), como Tino. Capítulo: "Rebelde con causa"
- Rosa salvaje (1987) (acreditado como Alejandro Guce), como Diego
- ¡¡Cachún cachún ra ra!! (1981-1987) (acreditado como Alejandro Guce), como Alberto Vasconcelos "Beto"
- Caminemos (1980), como Arturo

### Teatro
- El show de los Cachunes (musical, 1983), Teatro San Rafael y en los Televiteatros (hoy Centro Cultural Telmex), como Beto
- Vacachunes (1985), Teatro de los Insurgentes